# 內苳子
內苳子（学名：Lindera akoensis），又名台湾香叶树，为樟科釣樟屬下的一种常綠灌木，葉近革質，卵形，互生，密集，结猩紅色果实。

## 扩展阅读
- 維基物種上的相關：內苳子